# 勒梅特环形山
勒梅特环形山（英語：Lemaître）是位于月球背面南半部一座古老的大撞击坑，约形成于39.2-38.5亿年前的酒海纪，其名称取自比利时天文学家暨数学家乔治·亨利·约瑟夫·爱德华·勒梅特（1894年-1966年），1970年被国际天文学联合会批准接受。

## 描述

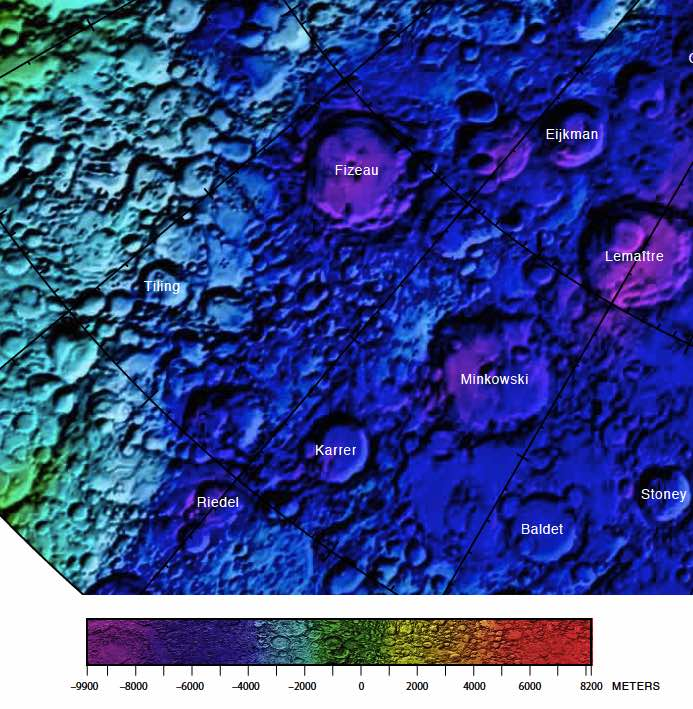
勒梅特环形山的周边，月球南极周边区域详图。

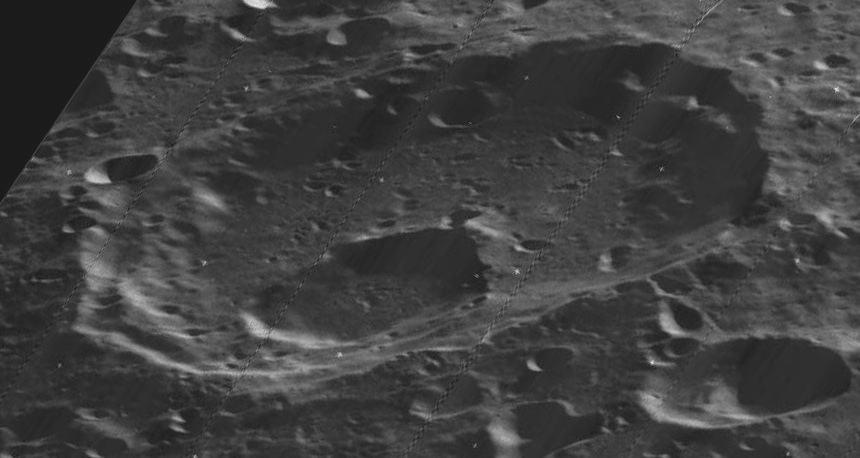
月球轨道器5号在1967年拍摄的图像

该陨坑西侧靠近别林斯高晋环形山和伯尔拉赫环形山、西北偏北及东北偏北分别毗邻斯托尼陨石坑和闵科夫斯基环形山、较小的艾克曼环形山位于它的东南、南面则坐落了大小相同的克罗姆林环形山。该陨坑中心月面坐标为61°22′S 149°59′W / 61.36°S 149.98°W，直径93.70公里，深度约2.84公里。
勒梅特环形山坑壁受长时期的小型撞击侵蚀而磨损钝化，但坑沿轮廓仍清晰明确，沿东南段边缘稍显参差，整体外观呈大致圆状的多边形结构。环坑口周边，尤其是西侧及西南段覆盖了许多的小陨坑，沿内侧壁分布有一些崩塌形成的阶地结构和岩屑堆。该环形山坑壁最大高出周边地形1440米，内部容积约8537立方千米。坑底表面较为平坦，靠东侧内壁坐落了外观不太规则的卫星坑“勒梅特 F”，坑底其它部分则散布着许多细小的撞击坑，其中最大的一座附靠在西侧内壁上。

## 卫星陨石坑
按惯例，最靠近勒梅特环形山的卫星坑将在月图上以字母标注在它的中心点旁边。
| 勒梅特 | 纬度    | 经度     | 直径    |
| ------ | ------- | -------- | ------- |
| C      | 59.4° S | 145.6° W | 27 公里 |
| F      | 61.4° S | 148.4° W | 32 公里 |
| S      | 61.6° S | 156.3° W | 34 公里 |

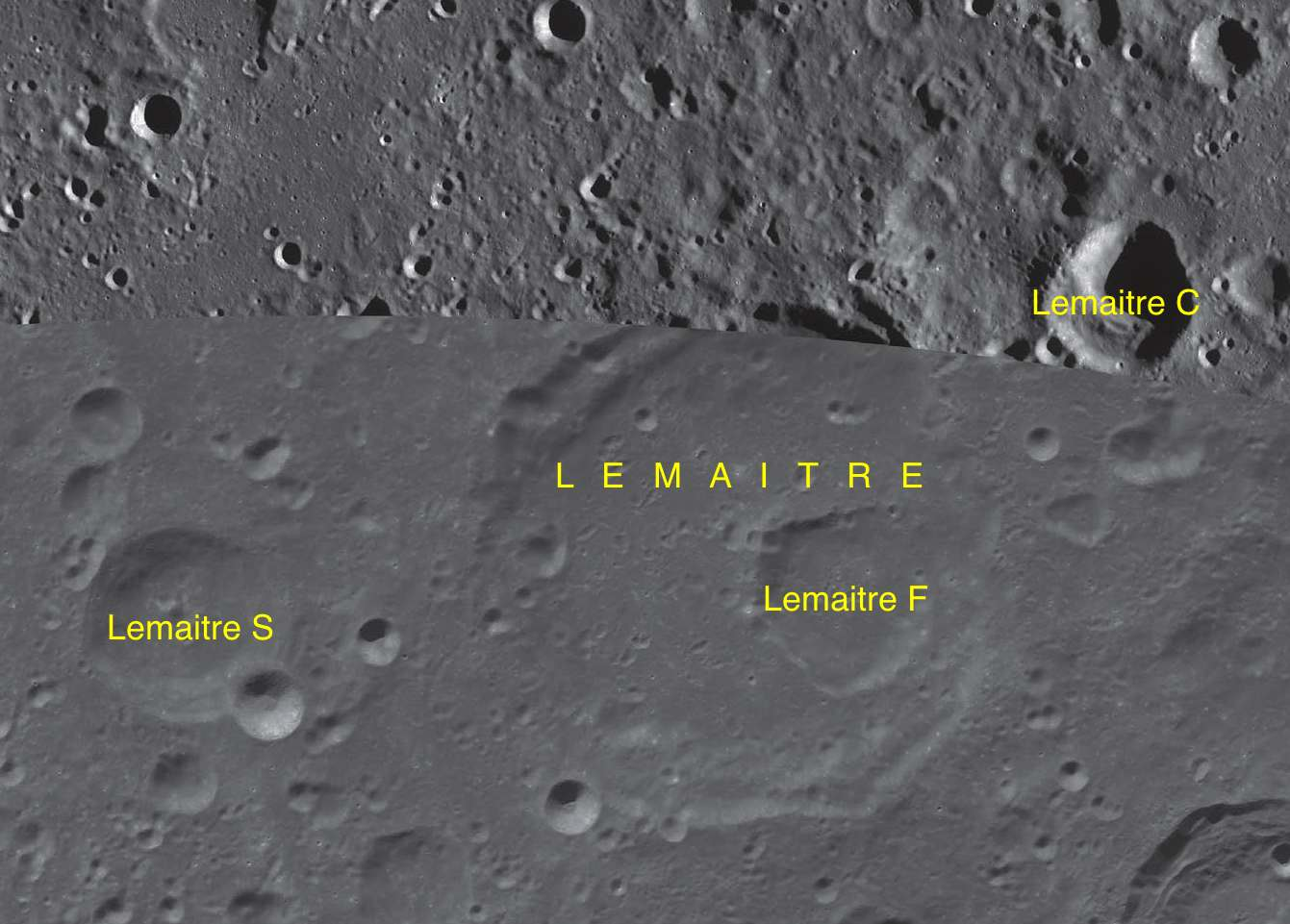
LAC-133 区域图

- 勒梅特环形山内的卫星坑“勒梅特 F”的坑底可能是月球上的最低点；
- 卫星坑“勒梅特 F”和“勒梅特 S”约形成于酒海纪[1]。

## 另请参阅
- Andersson, L. E.; Whitaker, E. A. . NASA RP-1097. 1982.
- Blue, Jennifer. . USGS. July 25, 2007  [2007-08-05]. （原始内容存档于2012-04-08）.
- Bussey, B.; Spudis, P. . New York: Cambridge University Press. 2004. ISBN 978-0-521-81528-4.
- Cocks, Elijah E.; Cocks, Josiah C. . Tudor Publishers. 1995. ISBN 978-0-936389-27-1.
- McDowell, Jonathan. . Jonathan's Space Report. July 15, 2007  [2007-10-24]. （原始内容存档于2012-05-26）.
- Menzel, D. H.; Minnaert, M.; Levin, B.; Dollfus, A.; Bell, B. . Space Science Reviews. 1971, 12 (2): 136–186. Bibcode:1971SSRv...12..136M. doi:10.1007/BF00171763.
- Moore, Patrick. . Sterling Publishing Co. 2001. ISBN 978-0-304-35469-6.
- Price, Fred W. . Cambridge University Press. 1988. ISBN 978-0-521-33500-3.
- Rükl, Antonín. . Kalmbach Books. 1990. ISBN 978-0-913135-17-4.
- Webb, Rev. T. W.  6th revised. Dover. 1962. ISBN 978-0-486-20917-3.
- Whitaker, Ewen A. . Cambridge University Press. 1999. ISBN 978-0-521-62248-6.
- Wlasuk, Peter T. . Springer. 2000. ISBN 978-1-85233-193-1.